# Bürgermeisterei Bergisch Gladbach

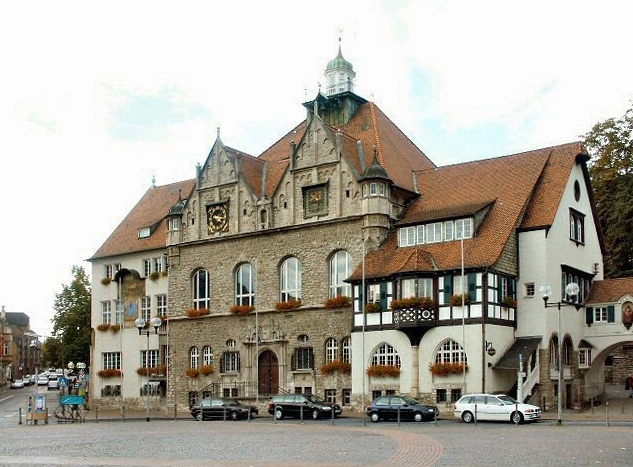
Rathaus Bergisch Gladbach

Die Bürgermeisterei Bergisch Gladbach (bis 1863 Bürgermeisterei Gladbach) war eine von neun Bürgermeistereien im Kreis Mülheim am Rhein im Regierungsbezirk Köln in der preußischen Rheinprovinz. Sie entstand 1816 aus der Mairie Gladbach, die von den Franzosen im Großherzogtum Berg errichtet wurde.
Aufgrund der Rheinischen Städteordnung erhielt die Bürgermeisterei am 9. August 1856 zusätzlich das Stadtrecht und durfte sich als Stadt Gladbach bezeichnen. Der Name der Stadt und Bürgermeisterei wurde 1863 zwecks Vermeidung einer Verwechslung mit München Gladbach in Bergisch Gladbach geändert.
Mit dem preußischen Gesetz über die Regelung verschiedener Punkte des Gemeindeverfassungsrechts vom 27. Dezember 1927 wurden schließlich die Bürgermeistereien abgeschafft und für die Stadt Bergisch Gladbach entfiel der parallele Status einer Bürgermeisterei.

## Lage

Lage der Bürgermeisterei im Landkreis Mülheim

Die Bürgermeisterei lag in der nördlichen Hälfte des Kreises. Sie grenzte im Norden an die Bürgermeisterei Odenthal und weiter im Uhrzeigersinn an den Kreis Wipperfürth, die Bürgermeisterei Bensberg und die Bürgermeisterei Merheim. Die Größe betrug 1920 3.121 ha.

## Infrastruktur
An überregionalen Straßen gab es die alte Wipperfürther Straße, die heutige Bundesstraße 506 und alte Heerstraße von Köln über Gladbach nach Wipperfürth und die Provinzialstraße Mülheim–Gladbach Spitze, die bis Gladbach 1842 (die sogenannte Fürstenbergische Kunststraße) und bis Spitze 1848 fertiggestellt wurde, wo sie auf die von Bensberg nach Dürscheid verlaufende Straße traf.
Gladbach verfügte seit dem Bau des ersten Teils der Bahnstrecke Köln-Mülheim–Lindlar 1868 über einen Bahnhof in der Stadt. 1912 wurde der Bahnhof Gronau eröffnet. 1906 kam der Anschluss an die kölnische Straßenbahn hinzu.
Seit 1842 verfügte Gladbach über eine Postanstalt, die im Gasthaus Paas untergebracht wurde. Nachdem 1863 Claudius Kolter die Postverwaltung von Johann Wilhelm Paas übernommen hatte, wurde die Postanstalt in das Koltersche Gasthaus (der spätere Bergische Löwe) verlegt. Nach dem Beginn des Ruhestands von Kolter 1879 wurde die Postanstalt, von einem Postamt III. Klasse zu einem II. Klasse aufgewertet, wiederum verlegt, und zwar in die Wilhelmstraße 30. Da der Platzbedarf größer wurde, baute Friedrich Westphal 1891 ein neues Postgebäude (an der Stelle der heutigen Rhein-Berg-Galerie), das schließlich 1904 von der Post gekauft und 1908 umgebaut wurde. 1901 wurde das Postamt zur I. Klasse aufgewertet. Ihm unterstellt waren die Postagenturen in Altenberg, Bechen, Dürscheid, Herrenstrunden, Odenthal und Paffrath. 
Nachdem die Geschäfte der Bürgermeisterei lange in Räumen der Gladbacher Mühle an der Viktoriastraße erledigt wurden, erhielt die Stadt 1906 am Marktplatz ein repräsentatives Rathaus.

## Gemeinden und Ortschaften
Um 1828 gehörten zur Bürgermeisterei drei Rittersitze und Landgüter, zwei Domänengüter, 94 Hofstellen und 16 aus einzelnen Häusern bestehende Ortsteile.
Im Einzelnen:

### Gladbach
Die Pfarrgemeinde Gladbach mit dem evangelischen Pastorat und Schulhaus Quirl, dem katholischen Pastorat und Schulhaus Roß, den Papierfabriken zu Gladbach und Gronau, der Papierfabrik Kippemühle, der Tuchwalkmühle und Wollspinnerei Lochermühle, den Hofstellen Berg (in Gladbach), Berg (in Gronau), Kamp, Bonnschlade, Kradepohl, Driesch, Duckterath, Dünnhof, Eicherhof, Fronhof, Gierath, Greuel, Unterlückerath, Grube, Heiden, Heidkamp, Hütte, Hohnshäuschen, Jüch, Kaule, Leimkaul, Letsch, Linden, Neuenborn, Beningsfeld, Piddelborn, Reif, Rodenbach, Schreibersheide, Schornhäuschen, Schmitzberg, Schlöm, Siegerkamp, Obersteingaß, Steinkrug, Strüchen, Strundorf, Vollmühle, Waarde, Wiese, Schlodderdich sowie den Wirtshäusern Bock, Buchmühle und Waatsack und einem Kramladen Bergers Haus (heute Gasthaus Paas). Dies entspricht den ehemaligen bergischen Honschaften Gladbach und Gronau.

### Paffrath
Die Pfarrgemeinde Paffrath mit dem Dorf Paffrath mit einer Pfarrkirche und einer Mühle, dem Rittersitz Haus Blegge, den Hofstellen Apenschoß, Bach, Borsbach (heute Unterboschbach), Broch, Büchel, Büchel, Dreck, Combüchen, Eichen, Flachsberg, Geisbock, Hoppersheide, Hebborn, Heide, Heidgen, Holz (heute Unter- und Oberholz), Höffen, Hülsen, Katterbach, Kamp, Kämperfeld, Kittelburg, Kley, Kuckelberg, Kuhle, Mutz, Nußbaum, Plackenbruch, Platz, Pohl, Romaney, Risch, Rommerscheid, Rosenthal, Schneprad, Schüllenbusch, Siefen, Siefen, Sehlscheid (heute Seelsheide), Untersteingaß, Steinknippen, Sträßchen Siefen, Torringen, Vorend, Weihpütz, der Hammermühle und dem Wirtshaus Burg. Dies entspricht den Honschaften Paffrath und Combüchen.

### Sand
Die Pfarrgemeinde Sand mit dem Landgut Igel, dem Rittersitz Lerbach, den Domänengütern Blissenbacher Hof und Oberthal, den zwei Papierfabriken Dombach, den zwei Pulvermühlen Schiff, der Pottaschsiederei Schmitzheide, den Hofstellen Dombach, Heiden, Herrig, Kaltenbroich, Meiswinkel, Rommerscheid, Weyermühle und dem Pastorat Sand mit der Pfarrkirche. Dies entspricht der Honschaft Sand.
Des Weiteren gehörten die Hofstellen Hand (Pfarrgemeinde Paffrath) Oberlückerath (Pfarrgemeinde Bensberg) und die Mahlmühle Diepeschrath (Pfarrgemeinde Dünnwald) zur Bürgermeisterei.
Insgesamt entspricht das dem Botenamt Gladbach.

### Änderungen im Jahr 1859
Nicht zuletzt aufgrund des Baus der Straße nach Spitze wurden zwischen den benachbarten Bürgermeistereien Grenzänderungen vereinbart. 1859 kamen die Ortschaften aus der früheren Exklave Obersand der Honschaft Sand, die bis dato zur Gemeinde Sand gehörten, zur Pfarre Dürscheid und zur Bürgermeisterei Bensberg. Es handelt sich um die Ortschaften Blissenbacher Hof, Weyermühle, Hauserhof und Meiswinkel. Ebenso kamen Oberlückerath, Lehmbruch, Vürfels und Beningsfeld aus der Stadt Gladbach zu Bensberg. Herrenstrunden, Oberlerbach, Plätzchen, Trotzenburg und Unterthal kamen hingegen zur Bürgermeisterei Gladbach.